# جاك هاو
جاك هاو (بالإنجليزية: Jack Howe)‏ (7 أكتوبر 1915 في المملكة المتحدة - 5 أبريل 1987 في المملكة المتحدة) هو لاعب كرة قدم بريطاني (وحمل سابقاً جنسية المملكة المتحدة لبريطانيا العظمى وأيرلندا) في مركز الدفاع. شارك مع منتخب إنجلترا لكرة القدم. أما مع النوادي، فقد لعب مع ديربي كاونتي ونادي هارتلبول يونايتد وهدرسفيلد تاون.

## وصلات خارجية
- جاك هاو على موقع قاعدة بيانات كرة القدم.إي يو (الإنجليزية)
- جاك هاو على موقع ناشيونال فوتبول تيمز (الإنجليزية)